# Jean Van Buggenhout
Jean Van Buggenhout (15 de janeiro de 1905 — 1 de junho de 1974) foi um ciclista belga de ciclismo de pista. Representou seu país, Bélgica, na perseguição por equipes de 4 km nos Jogos Olímpicos de Verão de 1928. A equipe belga terminou na quinta posição.